# Siejran Simonian
Siejran Surenowicz Simonian (ros. Сейран Суренович Симонян; ur. 26 stycznia 1986) – rosyjski i od 2012 roku ormiański zapaśnik startujący w stylu klasycznym. Drugi w Pucharze Świata w 2009 i dziewiąty w 2010. Brązowy medalista mistrzostw Rosji w 2008 i 2009 roku.